# Discografia de Trazendo a Arca
Esta é a discografia de Trazendo a Arca, uma banda de música cristã originada em Nova Iguaçu, Rio de Janeiro. Desde o tempo em que seus membros estiveram em outro conjunto, conhecido por Toque no Altar, o grupo lançou sete álbuns de estúdio, sete ao vivo, quatro de vídeo, um de compilação, um videoclipe e um single. Esta lista inclui somente participações especiais com outros músicos e artistas onde mais de um integrante da banda participou.
Trazendo a Arca foi formada em 2002, na época por nome Toque no Altar, grupo ao qual seus membros faziam parte. Com a divisão do ministério de louvor em 2006, Luiz Arcanjo, Ronald Fonseca, Davi Sacer, André Mattos, Deco Rodrigues, Verônica Sacer e Isaac Ramos fundaram oficialmente o Trazendo a Arca, e como as canções escritas pelo Toque no Altar eram totalmente da autoria dos dissidentes, os primeiros anos do Toque no Altar são contados como parte da história do Trazendo a Arca.
Mesmo com grandes desempenhos comerciais, como o visto no álbum Marca da Promessa, que vendeu mais de meio milhão de cópias em um ano no Brasil, o grupo permaneceu independente nos oito primeiros anos de sua carreira, até que, em 2010 foi firmado um contrato com a gravadora Graça Music, onde lançaram o single "Entre a Fé e a Razão" e o disco nome homônimo. Em 2012, o grupo fez parte da CanZion Producciones. Foi lançada uma coletânea em três CD, intitulada 10 Anos.
Entre 2007 e 2009, Trazendo a Arca lançou três álbuns ao vivo, Ao Vivo no Japão, que vendeu mais de quarenta mil cópias, e o volume 1 e 2 de registros em CD do trabalho em vídeo Ao Vivo no Maracanãzinho.

## Álbuns

### Álbuns de estúdio
| Ano  | Detalhes | Certificação |
| ---- | --- | ------------ |
| 2003 | Restituição - Lançamento: Novembro de 2003 - Gravadoras: Independente, Toque no Altar Music - Duração: 47:00    | Diamante     |
| 2005 | Deus de Promessas - Lançamento: Março de 2005 - Gravadoras: Independente, Toque no Altar Music - Duração: 70:32 | Diamante     |
| 2006 | Olha pra Mim - Lançamento: 1 de maio de 2006 - Gravadoras: Independente, Toque no Altar Music - Duração: 70:47  | Diamante     |
| 2007 | Marca da Promessa - Lançamento: Junho de 2007 - Gravadoras: Marcas da Promessa Distribuição - Duração: 49:20    | Diamante     |
| 2009 | Pra Tocar no Manto - Lançamento: Junho de 2009 - Gravadoras: Marcas da Promessa Distribuição - Duração: 65:41   | Ouro         |
| 2009 | Salmos e Cânticos Espirituais - Lançamento: Dezembro de 2009 - Gravadoras: Dunamy's - Duração: 51:10            | Platina      |
| 2010 | Entre a Fé e a Razão - Lançamento: Dezembro de 2010 - Gravadoras: Graça Music - Duração: 54:40                  | Platina      |
| 2012 | Na Casa dos Profetas - Lançamento: 25 de novembro de 2012 - Gravadoras: CanZion Brasil                          | -            |
| 2015 | Habito no Abrigo - Lançamento: 20 de novembro de 2015 - Gravadoras: Sony Music Brasil                           | 11.000       |

### Álbuns ao vivo
| Ano  | Detalhes | Certificação |
| ---- | --- | ------------ |
| 2003 | Toque no Altar - Lançamento: Outubro de 2003 - Gravadoras: Independente, Toque no Altar Music - Duração: 72:11       | Diamante     |
| 2007 | Deus de Promessas Ao Vivo - Lançamento: 2007 - Gravadoras: Independente, Toque no Altar Music - Duração: 77:38       | Platina      |
| 2007 | Ao Vivo no Japão - Lançamento: 11 de setembro de 2007 - Gravadoras: Marcas da Promessa Distribuição - Duração: 73:39 | Ouro         |
| 2009 | Ao Vivo no Maracanãzinho - Volume 1 - Lançamento: Dezembro de 2009 - Gravadoras: Dunamy's - Duração: 67:31           | Ouro         |
| 2009 | Ao Vivo no Maracanãzinho - Volume 2 - Lançamento: Dezembro de 2009 - Gravadoras: Dunamy's - Duração: 70:40           | Ouro         |
| 2012 | Live in Orlando - Lançamento: Março de 2012 - Gravadoras: Graça Music                                                | Ouro         |

### Internacionais
| Ano  | Detalhes                                                                     |
| ---- | ---------------------------------------------------------------------------- |
| 2014 | Español - Lançamento: 16 de dezembro de 2014 - Gravadoras: Sony Music Brasil |

### Compilações
| Ano  | Detalhes                                                                        |
| ---- | ------------------------------------------------------------------------------- |
| 2012 | 10 Anos - Lançamento: 25 de setembro de 2012 - Gravadoras: CanZion Producciones |

### Álbuns de vídeo
| Ano  | Detalhes                                                                                                  | Certificação |
| ---- | --- | ------------ |
| 2006 | Toque no Altar e Restituição - Lançamento: Abril de 2006 - Gravadoras: Independente, Toque no Altar Music | Platina      |
| 2006 | Deus de Promessas Ao Vivo - Lançamento: Dezembro de 2006 - Gravadoras: Independente, Toque no Altar Music | Platina      |
| 2008 | Ao Vivo no Maracanãzinho - Lançamento: Dezembro de 2008 - Gravadoras: Marcas da Promessa Distribuição     | Platina      |
| 2011 | Live in Orlando - Lançamento: Dezembro de 2011 - Gravadoras: Graça Music                                  | Ouro         |

## Singles

### Como artistas principais
| Ano  | Informações do single                                                                          | Formatos         |
| ---- | ---------------------------------------------------------------------------------------------- | ---------------- |
| 2010 | "Entre a Fé e a Razão" - Lançamento: Novembro de 2010 - Gravadora: Graça Music - Duração: 4:54 | Download digital |

### Como artistas convidados
| Ano  | Título              | Álbum                                         | Artista           |
| ---- | ------------------- | --------------------------------------------- | ----------------- |
| 2007 | "Nosso Comandante"  | Comunhão e Adoração 6                         | Adhemar de Campos |
| 2008 | "Já Posso Suportar" | Música de Guerra - 1ª Missão                  | Pregador Luo      |
| 2011 | "A Jesus Seguirei"  | Minhas Canções na Voz dos Melhores - Volume 4 | Vários artistas   |
| 2012 | "Tu És Santo"       | Somos Um                                      | Generación 12     |

## Videoclipes
| Ano  | Detalhes                                 |
| ---- | ---------------------------------------- |
| 2008 | "Muda-me" - Lançamento: Dezembro de 2008 |